# Carta Marina

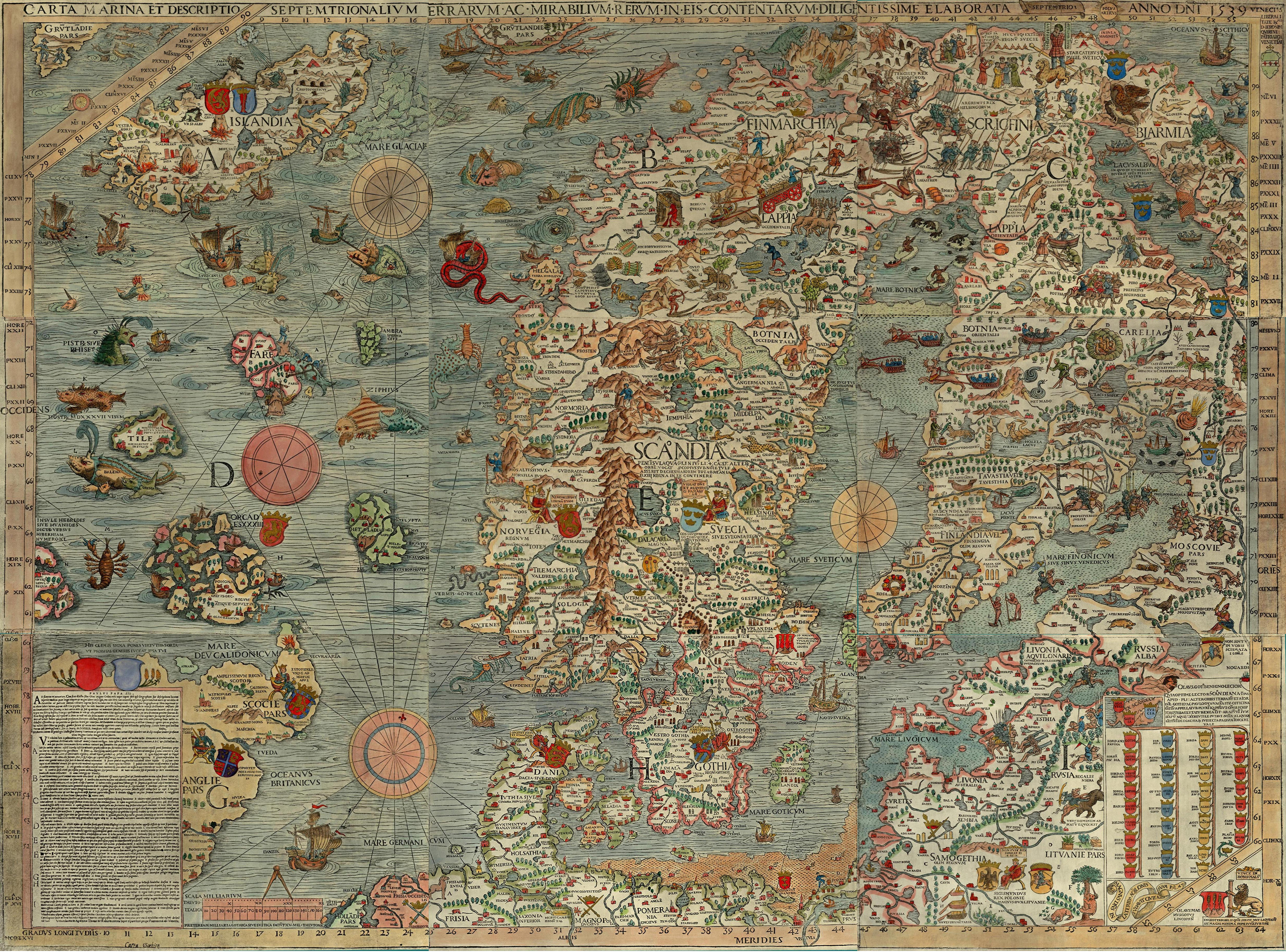
De Carta Marina, getekend door Olaus Magnus

De Carta Marina (Latijn: kaart van de zee of zeekaart) is de vroegst bekende kaart van de Noordse landen die voorzien is van details en plaatsnamen. Na een productietijd van 12 jaar, werden de eerste exemplaren in 1539 in Venetië gedrukt. De kaart werd gedrukt met behulp van negen houtsnedes van 55 x 40 cm, waardoor er een document ontstond van 1,70 m hoog en 1,25 m breed. Er zijn maar twee oudere kaarten van Scandinavië (of Schondia) bekend, de kaart van Ziegler en de kaart van Clavus.
De kaart werd gemaakt in Rome door de Zweed Olaus Magnus (1490–1557). Hij kwam naar Venetië in het kader van een politieke missie en bleef daar, vermoedelijk omdat zijn broer Johannes Magnus betrokken raakte bij een religieuze kwestie met Koning Gustaaf I van Zweden.
Alle bestaande kopieën van de kaart raakten uit de publieke bekendheid na 1574, en de kaart werd geheel vergeten - misschien omdat er maar een paar exemplaren gedrukt werden en omdat Paus Paulus III er een "copyright" van 10 jaar op vestigde. Er werd later dan ook aan getwijfeld of de kaart wel echt had bestaan.
In 1886 vond Oscar Brenner een exemplaar in de Hof- und Staatsbibliotek in München, waar het zich nu nog bevindt. In 1961 werd nog een andere kopie gevonden in Zwitserland, die het jaar daarna aan de Universiteitsbibliotheek van Uppsala verkocht werd; vanaf 2007 wordt deze kaart bewaard bij het Carolina Rediviva. Beide kaarten zijn ongekleurd.
De Latijnse aantekeningen op de kaart werden door Olaus in het Italiaans en Duits vertaald. Het wordt algemeen aangenomen dat de "Geschiedenis van de Noordelijke volken" (Historia de gentibus septentrionalibus, Rome, 1555.) een uitgebreide toelichting is op de kaart.